# Kochiana brunnipes
Kochiana brunnipes is een spinnensoort in de taxonomische indeling van de vogelspinnen (Theraphosidae).
Het dier behoort tot het geslacht Kochiana. De wetenschappelijke naam van de soort werd voor het eerst geldig gepubliceerd in 1842 door Carl Ludwig Koch.